# Търнене
Тъ̀рнене е село в Северна България. То се намира в община Плевен, област Плевен.

## География
Търнене е малко и хубаво село по поречието на р. Вит, на 10 км от Плевен. Освен нея през селото тече и р. Чернелка, която в края на селото се влива във Вит. Селото е богато на вода само на 6-7 м дълбочина; земята е плодородна, но пустее.

## История
Съществуват данни за древноримско селище на територията на селото.

## Редовни събития
Събора на селото се провежда на 28 август.
1. ↑  www.grao.bg